# گلابو سیتابو
گلابو سیتابو (به انگلیسی: Gulabo Sitabo) فیلمی است محصول سال ۲۰۲۰ و به کارگردانی شوجیت سیرکار است. در این فیلم بازیگرانی همچون آمیتاب باچان، آیوشمان کورانا، فرخ جعفر و ویجای راز ایفای نقش کرده‌اند.

## داستان فیلم
داستان این فیلم درباره ی دو مردی است که در یک محله مستاجر هستند. این دو برای تصاحب ملکی به رقابت می پردازند تا افراد را جذب خود کنند و …